# Whitfield (Kent)
Whitfield – wieś w Anglii, w hrabstwie Kent, w dystrykcie Dover. Leży 20 km na południowy wschód od miasta Canterbury i 107 km na wschód od centrum Londynu. W 2015 miejscowość liczyła 5210 mieszkańców.